# Pseudopoda confusa
Pseudopoda confusa là một loài nhện trong họ Sparassidae.
Loài này thuộc chi Pseudopoda. Pseudopoda confusa được miêu tả năm 2006 bởi Peter Jäger, Pathoumthong & Vedel.